# Osnówka (botanika)

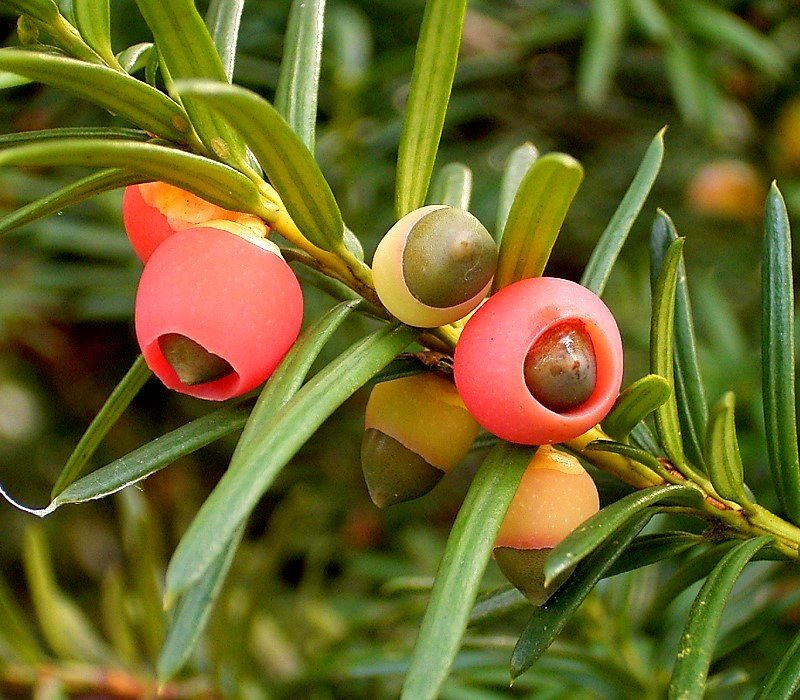
Nasiona cisu z osnówką w różnej fazie dojrzałości

Osnówka, epimacjum, arylus (łac. arillus) – twór obrastający częściowo lub całkowicie nasiona niektórych roślin, ewentualnie wyrostek na nasionach. Ma on różne pochodzenie, zwykle wykształca się z różnych części zalążka np. osłonki (integumentum) lub sznureczka (funiculus). 
Osnówki odgrywają istotną rolę przy rozsiewaniu nasion. Mogą być jaskrawego koloru, mięsiste i silnie wykształcone. Dzięki temu wabią ptaki, połykające je wraz z nasionami, które zawarte w twardej łupinie przechodzą przez przewód pokarmowy i są w ten sposób rozsiewane (tak jest np. w przypadku cisa i trzmieliny). Mniejsze twory, bogate w tłuszcze i białka, określane jako elajosomy, rozsiewane są z kolei przez mrówki. Wyrostki takie mogą powstawać tuż przy okienku (mikropyle) i nazywane są wówczas caruncula (ang. caruncle), lub na szwie (ang. straphiole). Wyrostki pierwszego rodzaju są typowe dla roślin np. z rodzin krzyżownicowatych (Polygalaceae) i fiołkowatych (Violaceae), a drugiego rodzaju - dla glistnika (Chelidonium). W przypadku nasion grzybieni (Nymphaea) osnówka jest luźną tkanką z przestworami powietrznymi, umożliwiającą pływanie nasion i tym samym ich rozprzestrzenianie.  

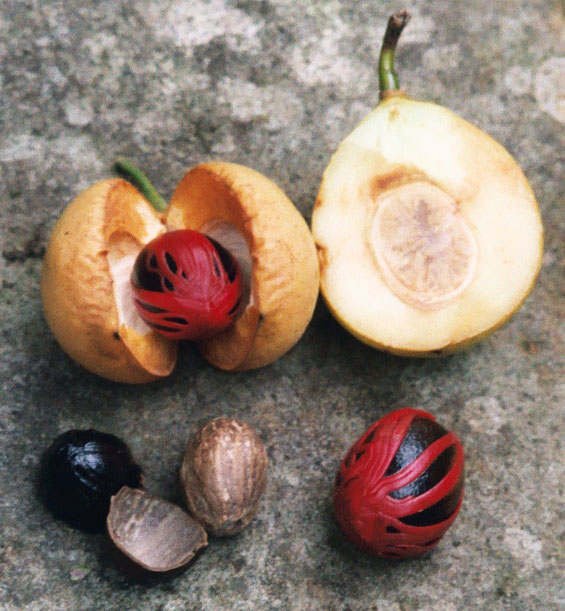
Pęknięte owoce muszkatołowca z nasionami otoczonymi czerwoną osnówką (tzw. kwiat muszkatołowy)

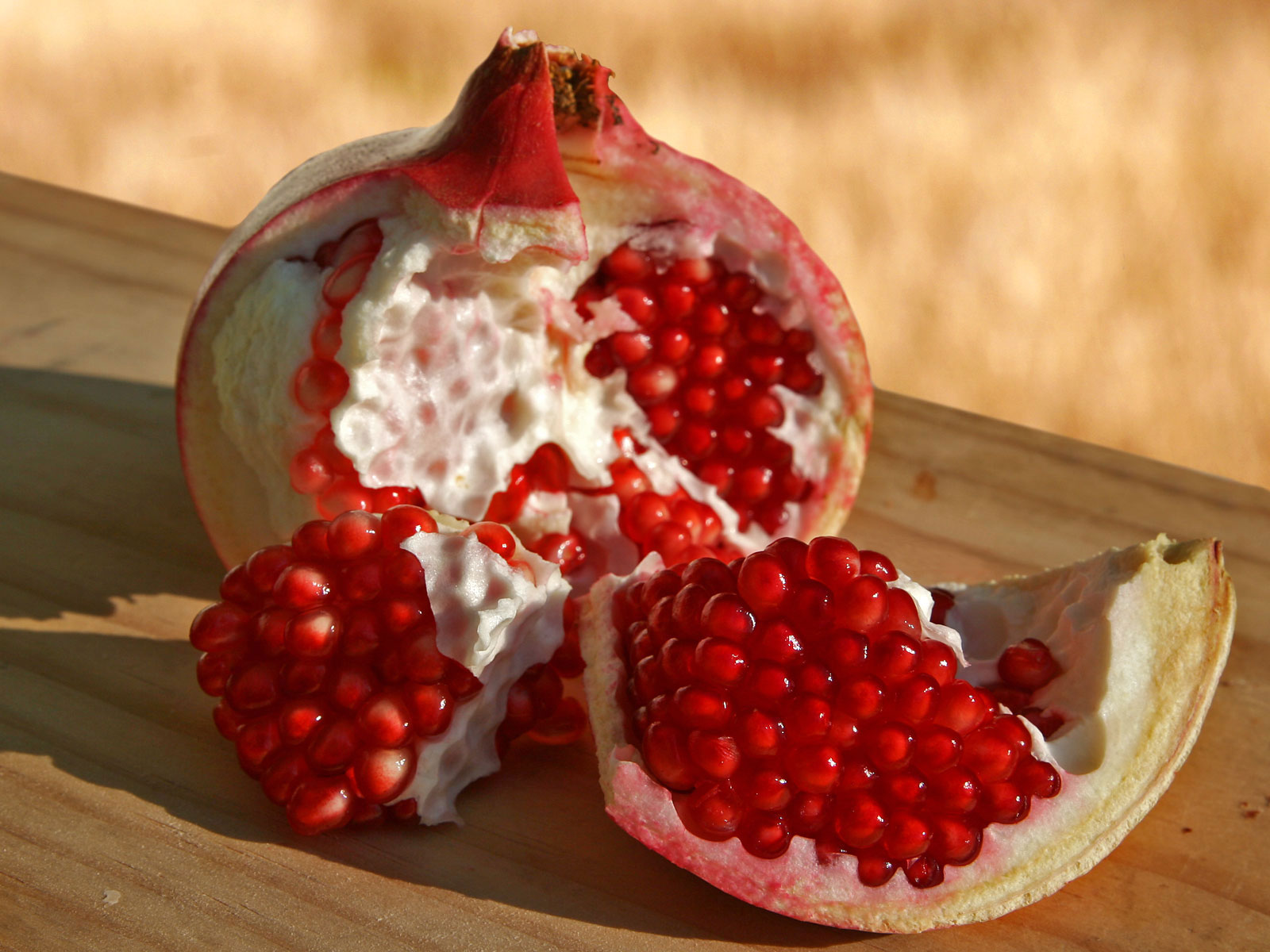
Pęknięty owoc granatowca właściwego z nasionami otoczonymi jadalną osnówką